# Прогрессивный консерватизм
Прогрессивный консерватизм — политическая идеология, которая пытается объединить консервативные и прогрессивные идеи. Хотя сторонники прогрессивного консерватизма поддерживают капиталистическую экономику, они в то же время считают необходимым вмешательство правительства для улучшения условий жизни людей и окружающей среды.
Прогрессивный консерватизм впервые возник в Германии и Великобритании в 1870-х и 1880-х годах при канцлере Отто фон Бисмарке и премьер-министре Бенджамине Дизраэли соответственно. Торизм «одной нации» Дизраэли с тех пор стал важнейшей традицией прогрессивного консерватизма в Великобритании.
В Великобритании премьер-министры Дизраэли, Стэнли Болдуин, Невилл Чемберлен, Уинстон Черчилль, Гарольд Макмиллан, Дэвид Кэмерон и Тереза Мэй были описаны как прогрессивные консерваторы. Считается, что энциклика папы Льва XIII Rerum Novarum (1891) отстаивает прогрессивно-консервативную доктрину, известную как социальный католицизм.
В Соединённых Штатах с прогрессивным консерватизмом ассоциируются такие видные деятели Республиканской партии начала XX века как Теодор Рузвельт, заявивший, что «мудрый прогрессивизм и мудрый консерватизм идут рука об руку», и его преемник Уильям Говард Тафт. Из современных европейских лидеров к прогрессивному консерватизму близки такие деятели как Ангела Меркель. В некоторых странах, таких как Новая Зеландия и Южная Корея, основной консервативный лагерь более прогрессивен в вопросах иммиграции, чем центристы и левоцентристы.

## История

### Германия
В Германской империи 1870-х—1880-х годов консервативный рейхсканцлер Отто фон Бисмарк принял ряд прогрессивных программ социального обеспечения, такие как медицинское страхование, страхование от несчастных случаев и пенсионное страхование, надеясь дистанцировать рабочий класс от социалистического движения и содействовать промышленному развитию страны.
В начале XX века политики Свободно-консервативной партии пытались отвлечь рабочего класса от социал-демократии через радикальный национализм, в частности, содействуя «патриотическим рабочим» ассоциациям. Член Свободно-консервативной партии политолог Адольф Грабовски выступал за империализм как национальный проект по объединению немцев и разрушению внутренних разногласий, заявляя, что Свободно-консервативная партия «наконец-то хочет организовать себя решительным прогрессивно-консервативным образом и надеется тем самым вызвать великое новое консервативное движение, которое должно позволить образованным слоям снова двигаться вправо».
В 1918 году, когда партия была распущена, умеренная часть свободных консерваторов присоединились к национал-либеральной Немецкой народной партии, которая сама была распущена в 1933 году после прихода к власти Адольфа Гитлера. После Второй мировой войны большинство членов Немецкой народной партии присоединились к современной правоцентристской либеральной Свободной демократической партии.

### Великобритания
С 1860-х и по 1970-е годы прогрессивно-консервативная политика была популярна в британской Консервативной партии. Уинстон Черчилль считал себя прогрессивным консерватором и однажды сказал, что «сильная Консервативная партия с подавляющим большинством и умеренным, даже прогрессивным руководством… вполне могла бы стать осуществлением всего того, к чему стремились Диззи [Дизраэли] и мой отец». После Второй мировой вонйы именно под влиянием прогрессивных консерваторов Консервативная партия придерживалась «послевоенного консенсуса», в рамках которого и консерваторы, и лейбористы, терпели или поощряли национализацию, сильные профсоюзы, жёсткое регулирование, высокие налоги и обширное «государство всеобщего благосостояния». В частности, влиятельная консервативная организация Bow Group призывала консерваторов быть умеренными в социальной политике и выступала против более радикально консервативно настроенных членов партии, которые не соглашались с этой умеренностью. Одним из главных сторонников британских прогрессивно-консервативных сил в то время был Рэб Батлер (член парламента, канцлер казначейства в 1951—1955). Именно Батлер был ответственен за принятие в 1947 году Промышленной хартии, которая стремилась объединить поддержку свободного предпринимательства с интервенционизмом тори с целью содействовать полной занятости и улучшению стимулов для сотрудников, чтобы помочь им развивать навыки и таланты, тем самым позволяя им полностью реализовать свой потенциал как личностей и повышать статус для всех сотрудников независимо от их профессии. Промышленная хартия была раскритикована лидером консерваторов Уинстоном Черчиллем, хотя он в конечном итоге поддержал её, и более жёстко осуждена более правыми консерваторами как шаг к социализму.
75-й премьер-министр Великобритании Дэвид Кэмерон (2010—2016) также относится к прогрессивным консерваторам. Будучи лидером Британской консервативной партии в 2009 году, он запустил исследовательский Прогрессивно-консервативный проект в британском аналитическом центре Demos. В своей речи он изложил своё видение современного прогрессивного консерватизма:
Во-первых, справедливое общество, в котором мы помогаем людям выбраться из нищеты и помогаем им оставаться вне её — на всю жизнь. Во-вторых, общество, где возможности равны, где каждый может, по гениальному выражению Майкла Гоува, «написать свою собственную историю жизни». В-третьих, общество, которое более зелёное, где мы передадим будущим поколениям планету, которая является экологически устойчивой, чистой и красивой. И, в-четвёртых, более безопасное общество, где люди защищены от угроз и страха.
Политическая идеология Кэмерона, возможно, вдохновила создание прогрессивно-консервативного аналитического центра Bright Blue в 2014 году.

### Канада
Среди канадских консерваторов на федеральном уровне и в большинстве провинций долгое время доминировали прогрессивно-консервативные «красные тори» — приверженцы правоцентристской патерналистски-консервативной политической философии, известной как сострадательный консерватизм. Эта философия склонна отдавать предпочтение коммунитаристской социальной политике, сохраняя при этом определённую степень бюджетной дисциплины и уважения к социальному и политическому порядку. С 1942 по 1993 год крупнейшей политической силой на консервативном фланге была Прогрессивно-консервативная партия Канады (ПКП). С 1957 по 1993 годы канадские прогрессивные консерваторы неоднократно приходили к власти (за это время сменилось 4 премьер-министра от ПКП: Джон Дифенбейкер, Джо Кларк, Брайан Малруни и Ким Кэмпбелл). Но в конце 1970-х и начале 1980-х годов, с появлением в Канаде нового поколения консервативных политиков, таких как Ральф Клейн, Дон Гетти, Брайан Малруни, Престон Мэннинг, Майк Харрис и другие, цели и ценности канадских консерваторов всё больше стали походить на цели и ценности неолибералов и фискальных консерваторов в США и Великобритании. С ростом инфляции и бюджетного дефицита при правительства Трюдо (1968—1979 и 1980—1984), консерваторы стали делать акцент на «сокращении размера правительства» (отчасти, посредством приватизации), достижении континентальных торговых соглашений (свободная торговля), налоговых льготах и сокращение государственных расходов. Таким образом, прогрессивно-консервативные «красные тори» постепенно утратили влияние и контроль над партией, которая всё больше склонялась к неолиберализму, фискальному и социальному консерватизму.
Придя в упадок в середине 1990-х и окончательно растеряв популярность, Погрессивно-консервативная партия в 2003 году объединилась с более правым Канадским союзом, образовав современную Консервативную партию (КПК), которая далека от прогрессивного консерватизма. Однако в ряде провинций Канады по-прежнему есть региональные партии, которые продолжают использовать название «Прогрессивно-консервативная».

### США
В Соединённых Штатах Республиканская партия исторически включала прогрессивно-консервативные фракции. В начале XX века прогрессивные консерваторы в Республиканской партии включали таких деятелей, как Теодор Рузвельт и Уильям Говард Тафт. Будучи президентом, Рузвельт сформулировал «Квадратную сделку», внутриполитическую программу, которая концентрировалась на сохранении окружающей среды, контроле над корпорациями и защите прав потребителей. В 1909 году после ухода Рузвельта пост президента занял Тафт, обещавший продолжить политику предшественника, но вскоре он вызвал недовольство Рузвельта и остальной части прогрессивного крыла Республиканской партии за снижение тарифов и дело Пинчо-Баллинджера. На Республиканском национальном съезде 1912 года Тафт был вновь выдвинут кандидатом в президенты от Республиканской партии, несмотря на противодействие Рузвельта — это привело к тому, что часть прогрессистов покинули ряды республиканцев и создали Прогрессивную партию, которая выдвинула Рузвельта с целью лишить Тафта второго срока. В результате и Тафт, и Рузвельт потерпели поражение от кандидата Демократической партии Вудро Вильсона, и Прогрессивная партия была распущена в 1920 году.
В период с 1930-х по 1970-е годы в Республиканской партии влиянием пользовались республиканцы Рокфеллера — они придерживались умеренных или консервативных взглядов на экономику, но занимали либеральные или прогрессивные позиции по социальным вопросам. Так, они поддерживали систему социальной защиты и выступали за продолжение некоторых программ «Нового курса» президента-демократа Франклина Д. Рузвельта. Поддерживая крупный бизнес, республиканцы Рокфеллера одновременно выступали за ограниченное экономическое регулирование и государственно-частные партнёрства. Республиканцы Рокфеллера начали приходить в упадок в 1960-х, когда вместе с крахом Пятой партийной системы Республиканская партия сместилась на правый фланг и в неё стали массово переходить консервативные демократы. К концу президентства Джорджа Буша-старшего они и вовсе стали находящимся под угрозой исчезновения меньшинством в партии. Однако социально прогрессивные республиканцы сохранились и продолжают побеждать на местных и региональных выборах на Северо-востоке США, и СМИ иногда называют их «республиканцами в стиле Рокфеллера», но эта тенденция в значительной степени отсутствовала на губернаторских выборах в 2022 году, в ходе которых кандидаты от Демократической партии выиграли губернаторские посты у правых республиканцев в Мэриленде и Массачусетсе, в обоих из которых до этого губернаторами были умеренные республиканцы, а также в целом произошёл сдвиг вправо в партии.
Демократическая партия также исторически включала в себя некоторых прогрессивных консерваторов, и, как и их коллеги-республиканцы, они тоже стали меньшинством в своей партии. В 1930-х годах южные демократы (составлявшие в то время большинство среди избирателей Демократической партии) поддерживали экономически прогрессивные программы «Нового курса» Франклина Д. Рузвельта, оставаясь при этом социально консервативными по таким вопросам, как сегрегация. Тогда же некоторые консервативные демократы с Юга выступили против «Нового курса» и сформировали Консервативную коалицию, альянс консервативных крыльев обеих основных партий — этот альянс просуществовал до 1994 года. После Второй мировой войны, когда лидер Демократической партии Гарри Трумэн начал борьбу с расовой сегрегацией, многие из южных демократов начали переходить в Республиканскую партию, а массовым этот переход стал в 1960-х. Основанная в 1995 году внутри Демократической партии Коалиция синей собаки изначально продвигала социально консервативную политику своих предшественников, консервативных демократов, однако, позже «синие собаки» стали придерживаться смеси социального прогрессивизма и умеренного фискального консерватизма и в целом считаются центристами.